# Kiścinne
Kiścinne – wieś w Polsce położona w województwie mazowieckim, w powiecie nowodworskim, w gminie Czosnów.
| SIMC    | Nazwa    | Rodzaj    |
| ------- | -------- | --------- |
| 1056327 | Krogulec | część wsi |

29 sierpnia 1944 kawaleria Grupy AK „Kampinos” za cenę minimalnych strat własnych rozgromiła w zasadzce pod Kiściennem niemiecki oddział w sile kompanii. Było to jedno z największych zwycięstw Grupy „Kampinos”.
W latach 1975–1998 miejscowość administracyjnie należała do województwa warszawskiego.